# 銚子電気鉄道
銚子電気鉄道株式会社（ちょうしでんきてつどう）は、千葉県銚子市に本社を置く鉄道会社である。通称は銚子電鉄、略称は銚電 またはCDK。同市内において銚子電気鉄道線（銚子駅 - 外川駅）を運営している。本社所在地は同線仲ノ町駅構内（銚子市新生町2丁目297番地）。
1923年（大正12年）に銚子鉄道株式会社として設立開業。戦後、企業再建整備法により、新旧勘定合併のため銚子電気鉄道株式会社と改称し、設立登記を行った。1969年（昭和44年）からは公的助成・補助を受けている。営業キロ数は銚子駅構内から外川駅まで6.4キロメートルである。鉄道事業のほか、食品製造販売業及び物品販売業を行っており、年5億円程度の売上高のうち鉄道以外が8割を占める。とりわけ食品では、鯛焼きやぬれ煎餅、揚げ餅、佃煮等を製造・販売している。

## 歴史
銚子から犬吠埼・外川方面に至る鉄道敷設は、総武鉄道 によって1901年（明治34年）4月に免許が得られ、一部工事が着手された。しかし工費が莫大であり、到底収支は償わないことから、重役会議において中止が判断されて、工事は途中放棄となった。明治の末頃からは避暑客・遊覧者が増加し、土地の有力者間に私設鉄道敷設の議がおこり、1912年（大正元年）12月7日に銚子遊覧鉄道が設立された。これは官線銚子駅を起点として、犬吠に至る3里半の軽便鉄道で、途中、仲ノ町・観音・本銚子・海鹿島の4か所に駅を設置することも併せて認可を得た。工事は翌1913年（大正2年）6月15日に着手され、その年12月28日に開通した。1914年（大正3年）6月に欧州で第一次世界大戦が勃発すると鉄材の暴騰が起こり、特にレールの価格は高値となったため、これを筑波鉄道に売って解散した。

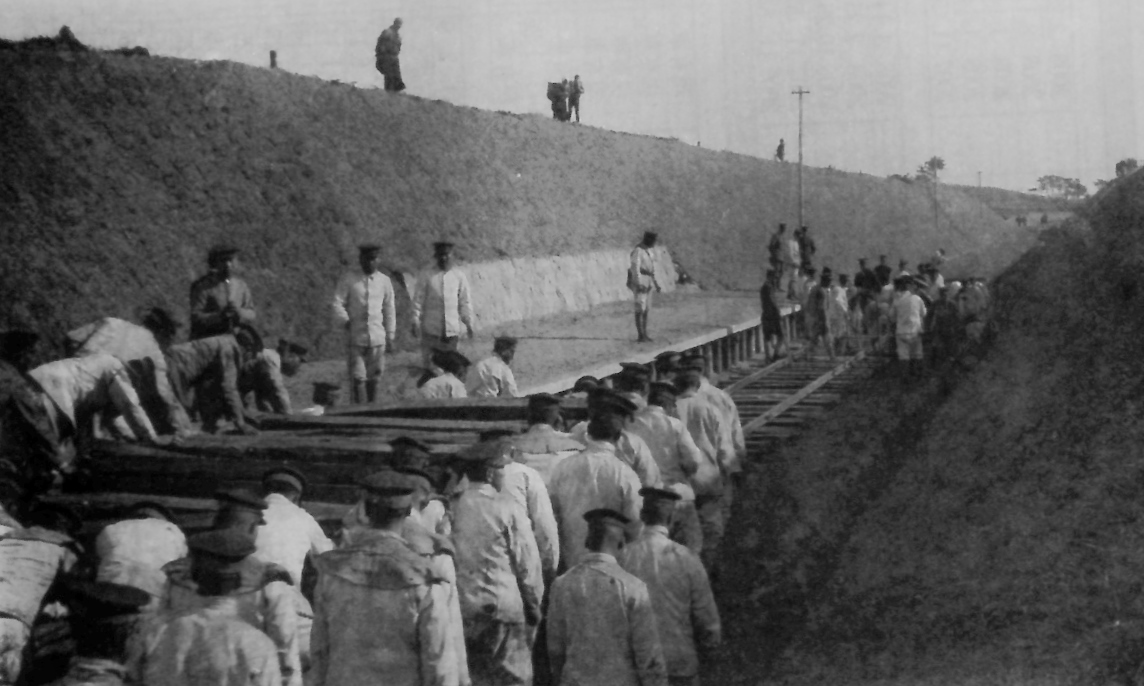
銚子遊覧鉄道の敷設工事（本銚子駅）
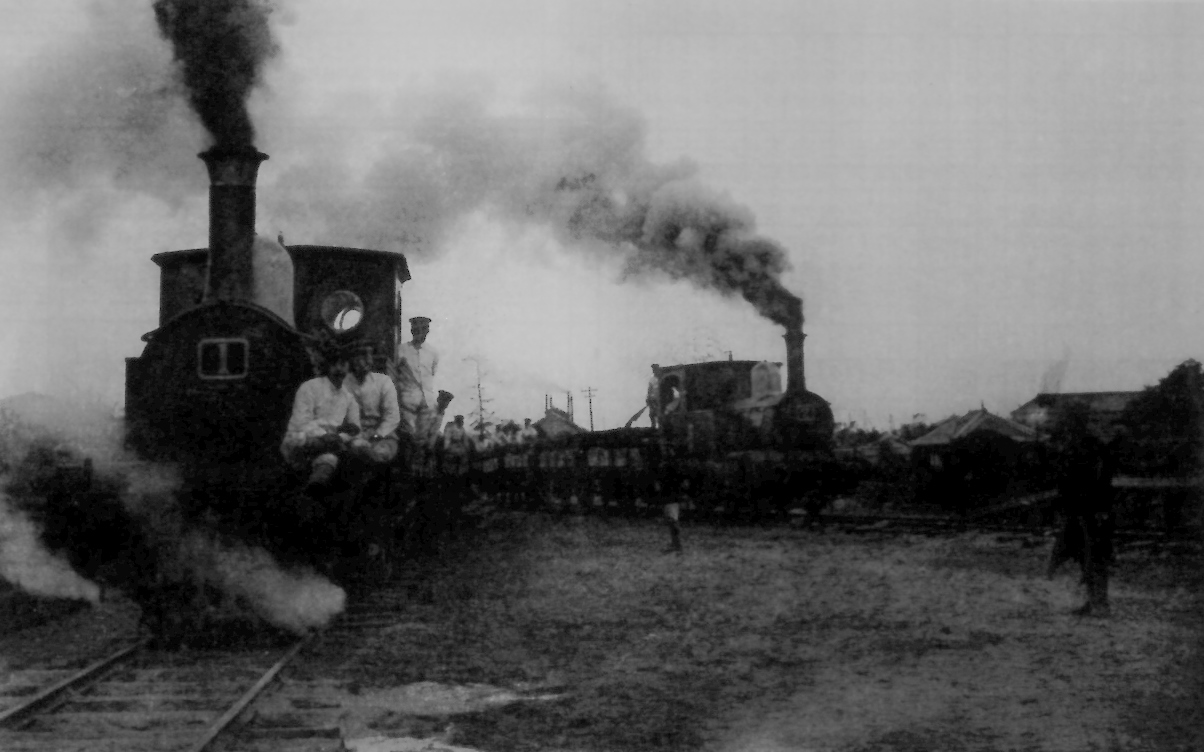
蒸気機関車の乗り入れ
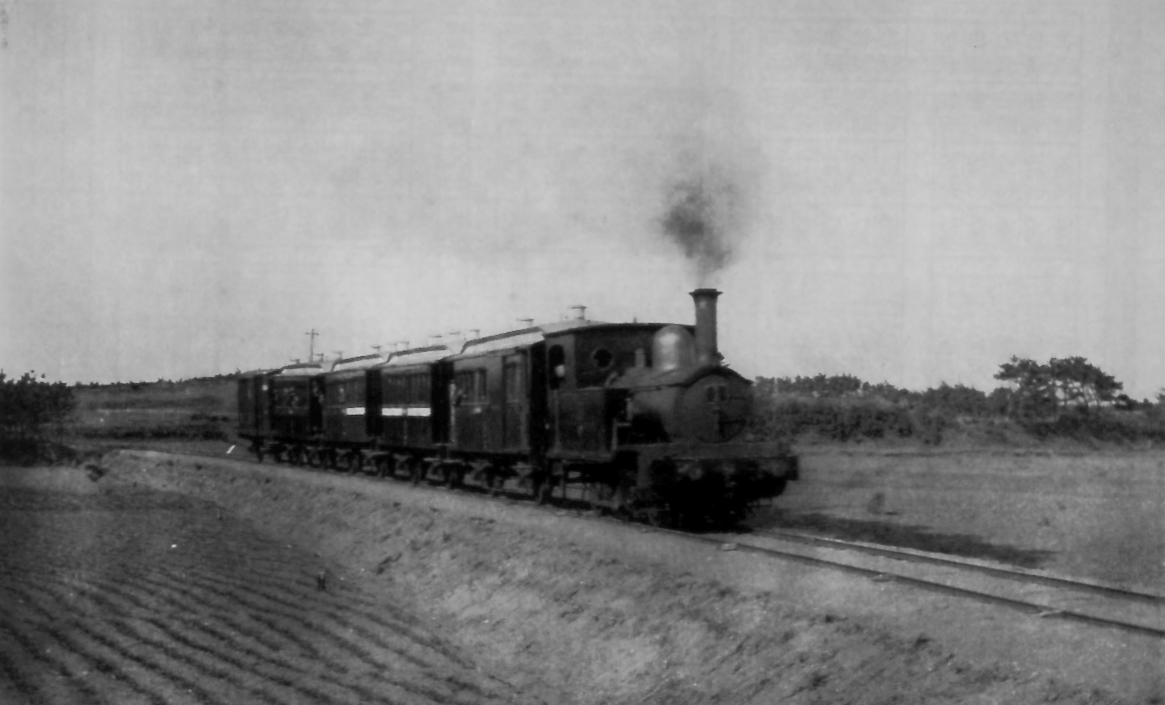
本銚子 - 海鹿島間を行く蒸気1号（客車の白線は特等車）

1923年（大正12年）に再び有志らが鉄道敷設の認可を得て、銚子鉄道株式会社を設立し、同年7月開通を見た。路線も新たに犬吠から外川まで延長敷設された。以下は開通直前に行われた試運転の試乗記を掲載した東京日日新聞の記事である。
その後、観光客や沿線住宅の増加等によって事業は好調に向かい、大正から昭和にかけて笠上黒生・君ヶ浜の2駅を新設した。戦後は銚子電気鉄道株式会社と改称し、1945年（昭和20年）に蒸気機関車による7往復運転を再開したのち、翌1946年（昭和21年）に電車運転が開始された。1960年（昭和35年）11月には電車とほぼ並行する定期路線バスを運転する千葉交通株式会社の資本系列下に入った。この頃既にバスの台頭と自家用自動車の普及に伴う旅客の減少、産業構造の変化に伴う犬吠駅近所の県営採石場での採石停止による採石輸送の停止 などによって営業収支は欠損となっており、経営の改善は困難で鉄道の存続が危ぶまれるという状況の中で、1969年（昭和44年）から市単独の私鉄欠損補助金の交付が開始され、1975年（昭和50年）度からは「地方鉄道軌道整備法」に基づいて、国・県・市による運行維持のための欠損補助が行われることとなった。この間、1970年（昭和45年）には市および地元住民の要望によって西海鹿島駅を新設した。1976年（昭和51年）からは、観音駅構内でたい焼きの製造販売を始めた。1985年（昭和60年）には夏季限定の遊覧車（トロッコ列車）「澪つくし号」を導入し、車内ではラムネの販売を行った。
経営権が1989年（平成元年）に銚電恒産に移譲されて以降は、犬吠駅（ポルトガルの城風）・君ヶ浜駅（地中海風）・観音駅（スイス登山鉄道風）・銚子駅構内発着場（オランダ風車小屋風）の改良整備、菜の花・アジサイ・コスモス等の植栽による車窓風景の美化、ワンマン運転化・重軌条交換等の近代化設備整備事業、新たな副業収益対策として銚子名産のぬれ煎餅販売等が進められた。犬吠駅舎は白壁を基調に南欧の建築様式である青い絵タイルがあしらわれ、駅前広場には花壇や花時計のほか、デハ501を改装した電車レストランが設けられた。駅舎2階には千葉県出身の画家である後藤純男の作品を集めた後藤純男美術館がオープンし、絵画作品約60点が展示され、犬吠埼の観光拠点としての整備が進められた。また、イベントとして、夏期限定の「納涼ぼんぼり祭り」（各駅と電車内に商店・旅館等の広告ぼんぼりを掲出）、犬吠駅構内での市民有志による「青空てうし市」の開催、大みそか終夜運転・初日の出客の輸送も行われた。

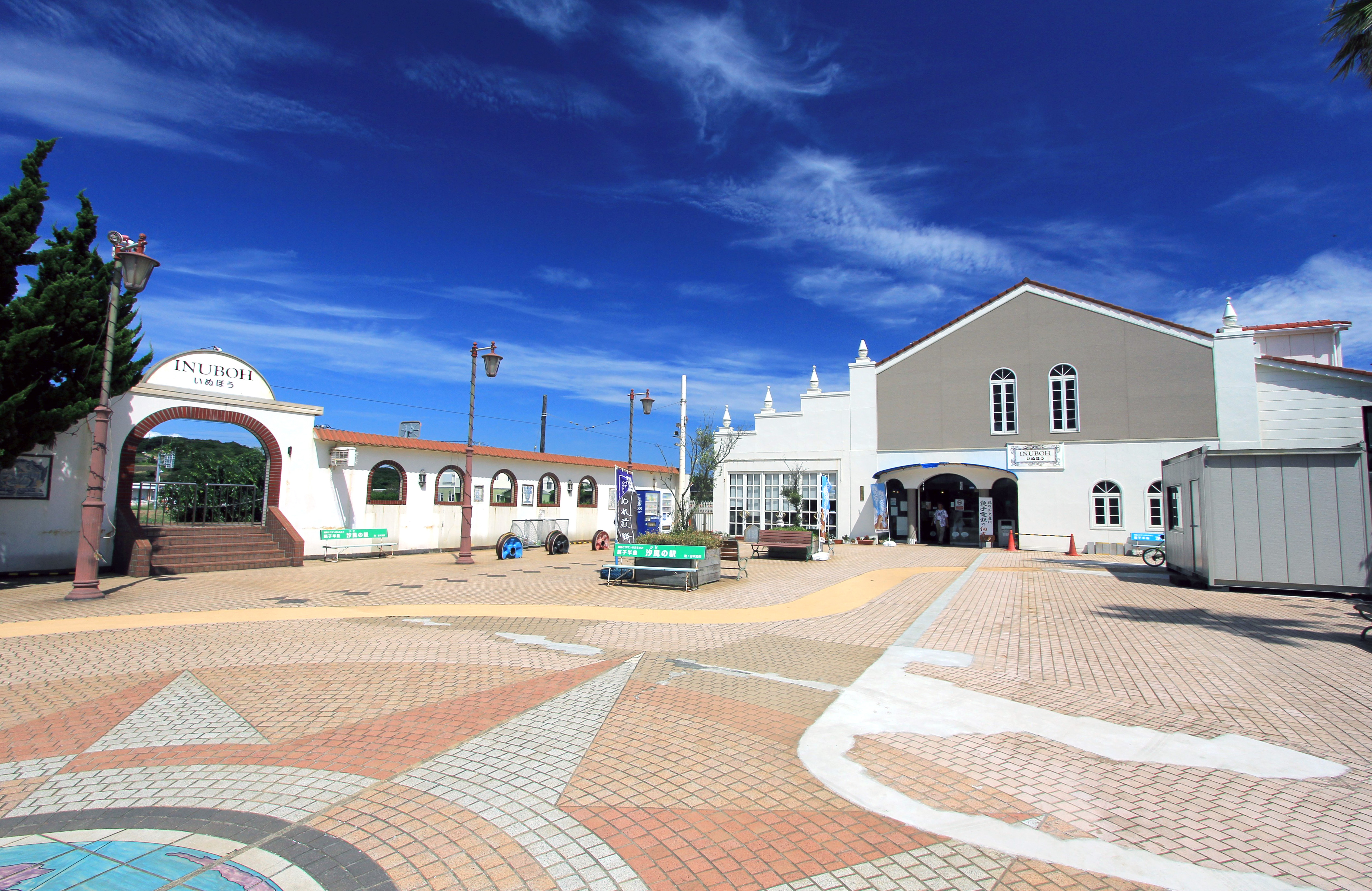
犬吠駅（関東の駅百選）
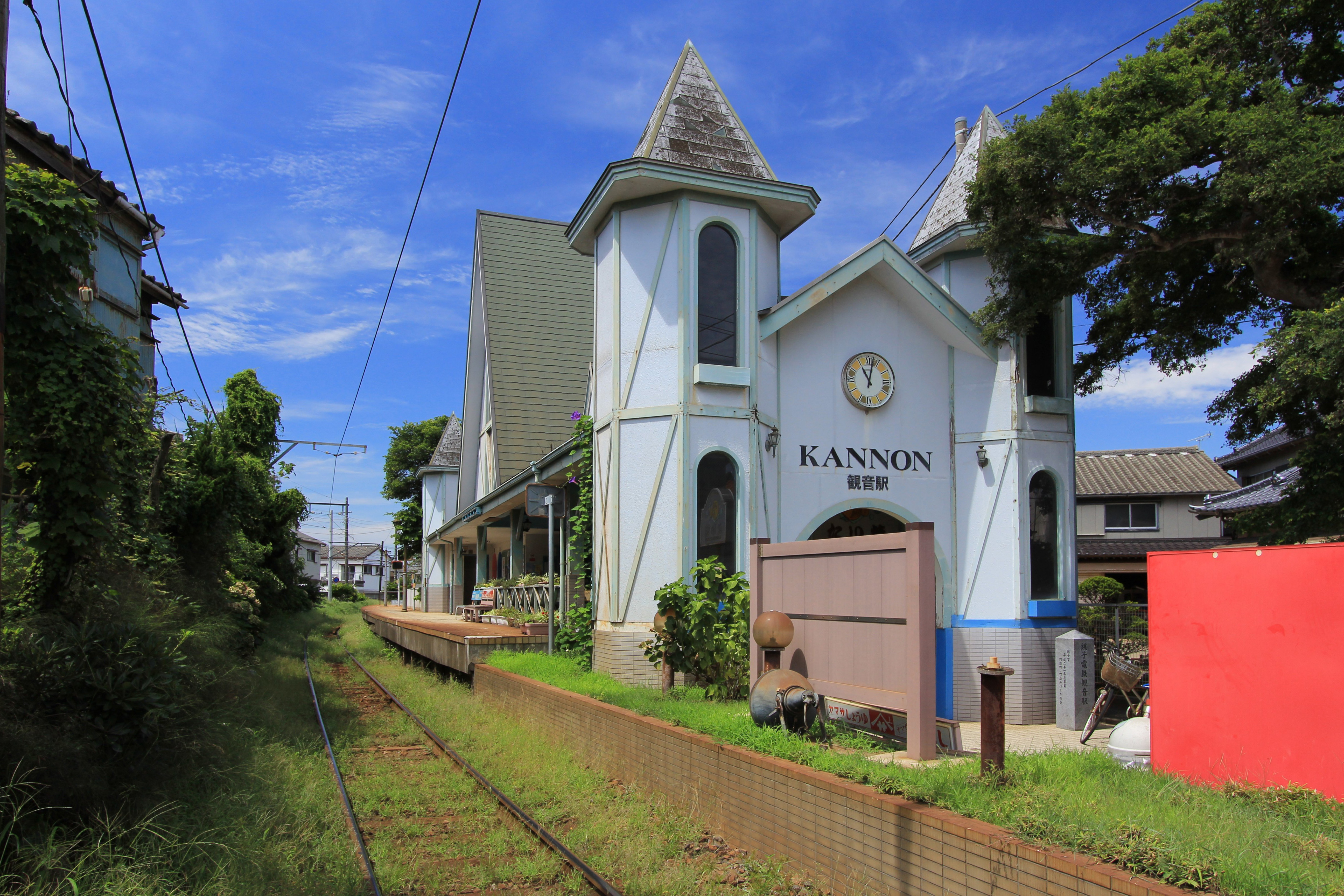
観音駅
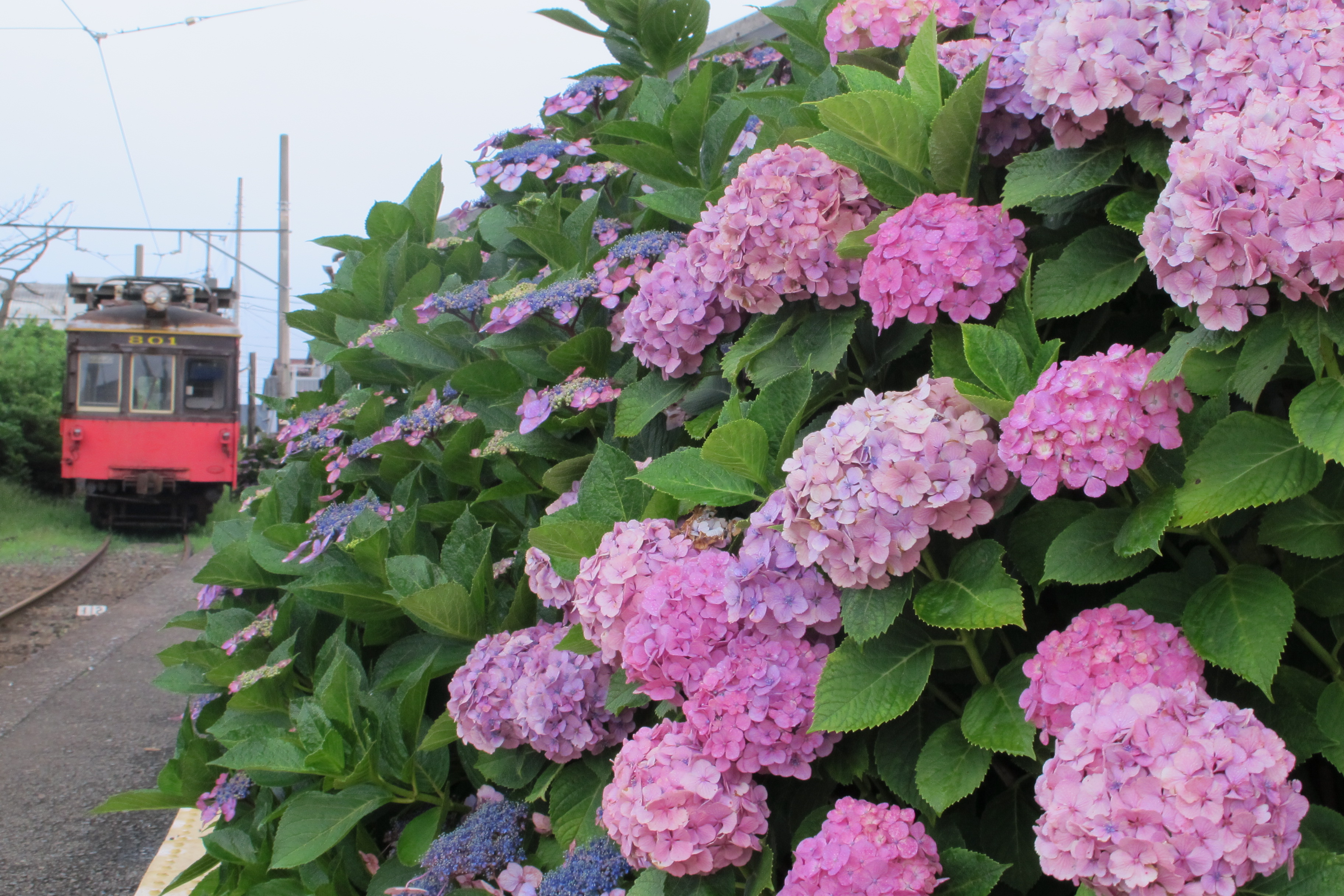
外川駅
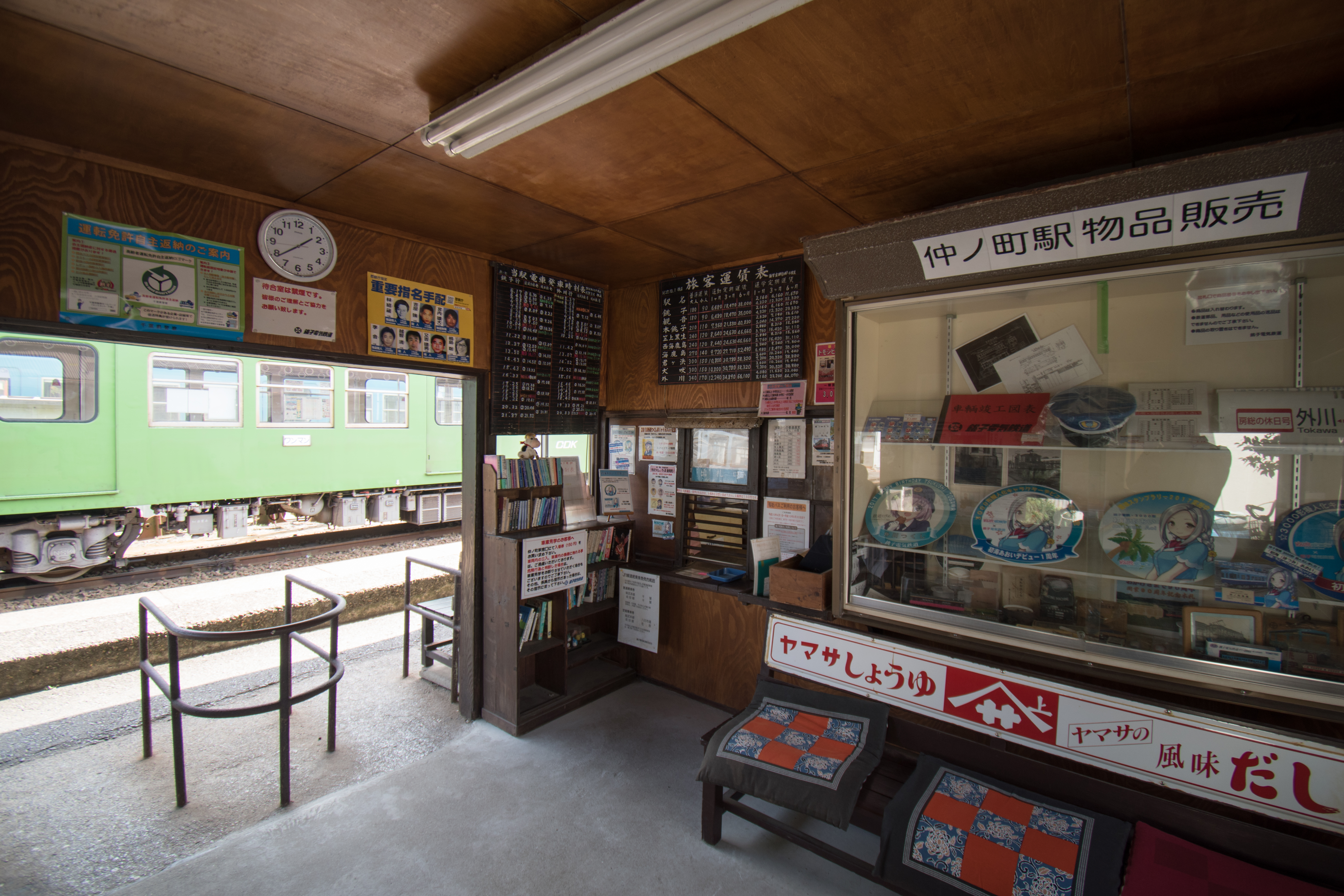
仲ノ町駅
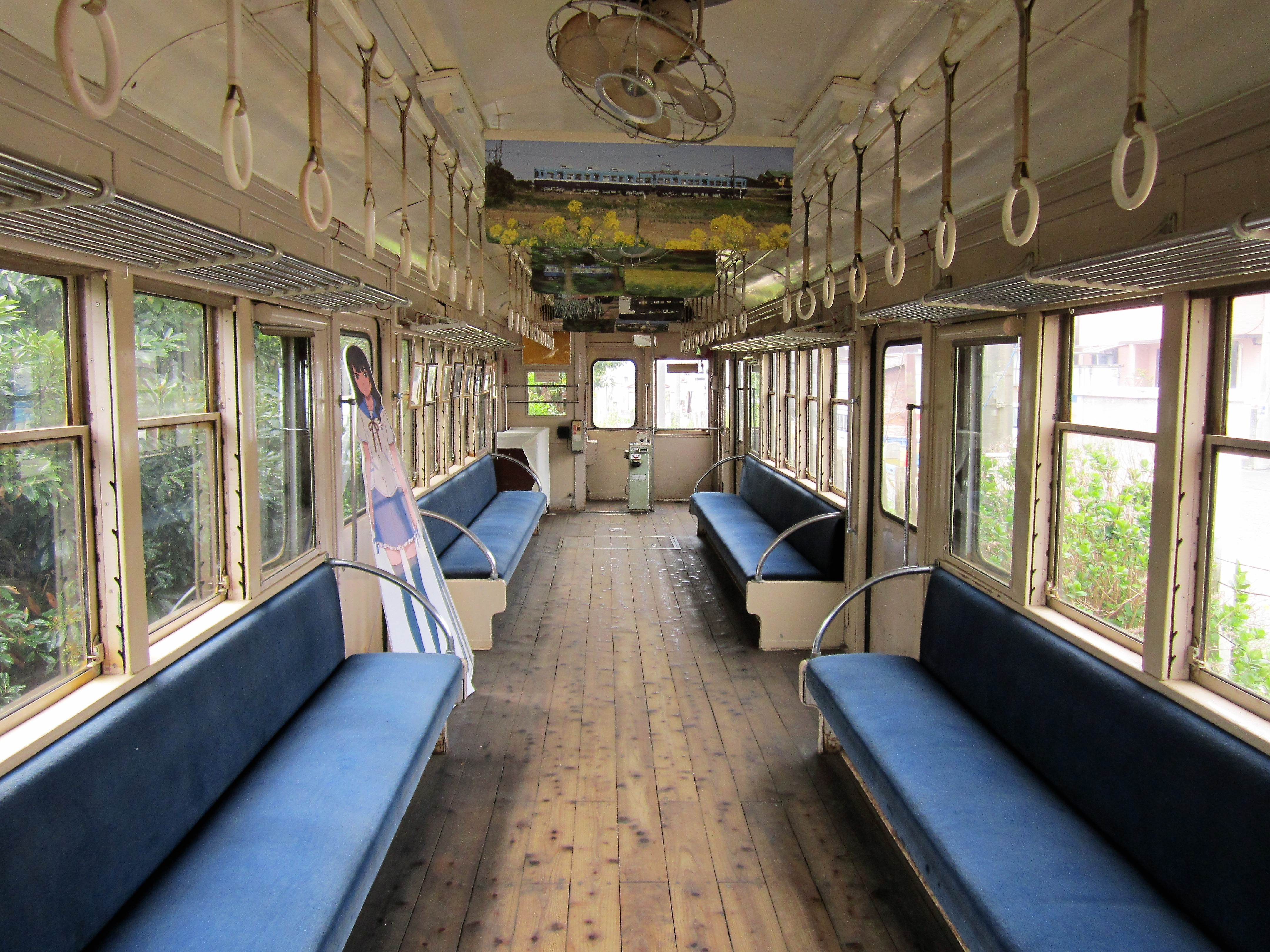
デハ801車内

### 年表
- 1922年（大正11年）10月10日 - 銚子鉄道設立。
- 1923年（大正12年）7月5日 - 銚子駅 - 外川駅間開業。
- 1945年（昭和20年）7月20日 - 太平洋戦争下の銚子空襲により車庫や変電所を焼失し、長期運休。12月に国鉄より蒸気機関車を借りて仮営業。電車運転再開は1946年6月10日[11]。
- 1948年（昭和23年）8月20日 - 企業再建整備法により銚子電気鉄道（資本金100万円）を設立して資産を譲渡。銚子鉄道は解散[12]。
- 1960年（昭和35年）11月1日 - 千葉交通傘下となり、同社社長の河野魁が第五代社長に就任[11]。京成グループに加入。
- 1969年（昭和44年） - 銚子市からの助成開始[2]。
- 1975年（昭和50年） - 「欠損補助対象地方鉄道」に国から認定され、銚子市のほか国や千葉県からの欠損補助開始[2]。
- 1976年（昭和51年）2月10日 - 食品製造販売事業開始。観音駅に直営売店を設置し、たい焼きを販売[11]。
- 1984年（昭和59年）2月1日 - 貨物列車運行廃止。
- 1990年（平成2年）
  - 1月 - 経営権が千葉交通より内野屋工務店に移り、同社の傘下となる。そのため、京成グループから脱退。
  - 12月 - 犬吠駅（ポルトガル風）駅舎竣工・営業開始[2]。また、同時期に各駅の改築工事、電車の塗装変更を実施し、観光路線化を図る「ユネスコ構想」が進められる[13]。
- 1995年（平成7年）
  - 4月 - ワンマン運転開始[2]。
  - 9月19日 - 犬吠駅にて「銚電のぬれ煎餅」の販売開始。
- 1998年（平成10年）6月5日 - 内野屋工務店が自己破産申請[14][注釈 2]。銚子市が支援継続を表明[16]。
- 2006年（平成18年）11月15日 - 経営危機に陥り（後述）、公式ウェブサイト上で「電車修理代を稼がなくちゃ、いけないんです。」という文章を掲載[17]。ぬれ煎餅の購入などによる支援を呼び掛け[17]。
- 2007年（平成19年）4月26日 - ゲームメーカーハドソンの看板タイトル『桃太郎電鉄』シリーズとタイアップ[18]（関連項目節及び車両節を参照）。
- 2013年（平成25年）12月15日 - 茨城県のひたちなか海浜鉄道と姉妹鉄道提携を締結[19][広報 1]。
- 2014年（平成26年）6月28日 - 銚子市小浜町の国道126号沿線に直売店「ぬれ煎餅駅」を開業[20][21]。
- 2015年（平成27年）12月1日 - 銚子電気鉄道線での命名権（ネーミングライツ）による駅名愛称の運用開始[22][広報 2][23]。
- 2016年（平成28年）2月11日 - 銚子電気鉄道線9駅の命名権売却を完了[24][25]。
- 2018年（平成30年）
  - 8月3日 - さらなる経営難打開のため、新商品のスナック菓子「まずい棒」を犬吠駅で発売[26]。
  - 10月 - 「鯖威張る弁当」を発売。サバとサバイバル（銚子電鉄の生き残り）をかけている[27]。
- 2019年（令和元年）
  - 4月14日 - 日本だじゃれ活用協会とタイアップし企画列車「鯛パニック号」が運行される。
  - 9月11日 - ヤマハミュージックエンタテインメントホールディングスの音楽配信を通じて、電車運行や踏切など銚子電鉄にまつわる音の着信音としての販売事業「着銚電音」を開始[28]。
  - 9月21日 - 企画列車「鮪渡り号（つなわたりごう）」が運行される[29]。
  - 12月8日 - 同じ千葉県内で豪雨被害を受けた小湊鉄道を支援するため、いすみ鉄道を含めた3社合同の企画乗車券を発売[30]。
- 2020年（令和2年）
  - 8月28日 - 自社で制作をした映画『電車を止めるな!』を公開[31]。
  - 9月19日 - 米津玄師の「カムパネルラ」のミュージック・ビデオが2000形電車内で撮影される[32]。
- 2021年（令和3年）
  - 2月10日 - 2月9日の夜から2月10日未明にかけて、犬吠駅の事務室の扉が壊され、運賃収入の一部、2400円を盗まれる被害に遭う[33]。
  - 3月27日 - 岩下食品とのコラボレーションで、「ピンクニュージンジャー号」の運行を開始[34][35]。
  - 8月15日 - えちごトキめき鉄道と姉妹鉄道提携[36]。
- 2022年（令和4年）
  - 4月29日 - きゃりーぱみゅぱみゅとのコラボレーション企画で、「問題だらけの“もんだいがある”きゃりー電車」の運行を開始[37]。
  - 7月9日（泣く日）- 銚子電鉄の後援により、飯沼観音で銚子電鉄の創業99周年と涙活9周年記念イベント「ミス・ティアーズ ジャパン」（泣き顔の美しさを競うミスコン）が開催され[38]、ミュージカル女優かとう唯が初代グランプリとなり、銚電感涙大使の称号が授与された。
- 2023年（令和5年）11月5日 - 和歌山電鐵との間で「あきらめたらおしまい（姉妹）鉄道提携」を締結[39]。

## 経営危機

### 経営悪化
1990年（平成2年）1月に経営権が京成電鉄系の千葉交通から、千葉県東金市の総合建設業・内野屋工務店に移った。内野屋工務店は子会社「銚電恒産」を設立して銚子電鉄はその子会社となった。また、内野屋工務店社長の内山健治郎（元千葉県議会議員）が銚子電鉄社長に就任した。
しかし、内野屋工務店はバブル期に計画したゴルフ場「八街カントリークラブ（仮称）」の開発に行き詰まり、1998年（平成10年）6月5日に781億円の負債を抱えて自己破産を申請。銚子電鉄に対しては千葉県と銚子市が支援を行った。
内野屋工務店破産後も、内山が社長を続投したことで同族経営状態が続き、2003年（平成15年）5月から7月の間に内山が借入金を横領したことが発覚。2004年（平成16年）2月7日に社長を解任され、取締役も辞任、同年6月9日に特別背任の容疑で銚子電鉄が告訴状を提出した。
2005年、後に社長となる竹本勝紀は、銚子電鉄の顧問弁護士に依頼されて顧問税理士となった。ある裁判で竹本は被告、顧問弁護士は原告側だったが、裁判が終わると、依頼人のために尽力する竹本の姿勢に感心して依頼した。竹本は、貸方と借方が逆に記帳されていた財務諸表を是正・整理するための会計ソフトの導入、税負担を軽減するための1億円未満への減資といった改革を指導した。複数の政府系金融機関と交渉して7000万円を調達したが資金はなお不足し、労働組合からも借り入れる有様だった。
内山は2006年（平成18年）8月29日には総額約1億1000万円の業務上横領の疑いで逮捕され、2007年（平成19年）6月11日に千葉地裁で懲役5年の求刑に対して懲役3年・執行猶予4年の判決が下った。この際、内山と銚子電鉄及び債権者の間で弁済について示談が成立していることを情状酌量の理由としている。

### 資金不足と支援
前述の横領事件の発生により銚子電鉄は運転資金の不足を生じ、2006年（平成18年）11月には鉄道車両の法定検査が行えないという事態に陥った。同社は同年11月15日、公式ウェブサイト上で「電車修理代を稼がなくちゃ、いけないんです。」という文章を掲載して、同社で製造・販売しているぬれ煎餅の購入などによる支援を呼び掛けた。
この件は2ちゃんねるなどの電子掲示板や、個人の設置したブログなどのウェブサイトを通じて大きな話題となり、マスメディアによる報道も手伝って、支援希望者からぬれ煎餅の注文が殺到。製造が間に合わずに何か月も発送が遅れ、一時は注文の受け付けを中止した。観光バスで乗りに来る客も出てきて、借入金を返済することができた。また「電車修理代を稼がなくちゃ、いけないんです。」の言葉は『現代用語の基礎知識』に収載されるほどになった。
この売り上げにより車両検査の目途はついたが、問題はまだ残されており、特に鉄道設備の老朽化はかなり深刻な状況にあった。国土交通省関東運輸局が2006年10月23日から10月26日にかけて実施した保安監査では、路線設備での踏切や枕木の約1500本に腐食などが確認された上、場所によっては列車が通過していないにもかかわらず遮断棹が上がってしまうなどのトラブルもあったため、同省は同年11月24日に安全確保に関する改善命令を銚子電鉄に出した。
2007年1月14日、安全運行問題の解決を支援するため、有志が「銚子電鉄サポーターズ」を設置。改善命令に基づいた枕木交換や、踏切設備の改善に限定したサポート基金の募集を行った。同会の特別サポーターには報道でこの問題を知ったプロ野球選手の小林雅英が会員第1号として就き、サポート基金への協力を呼びかけた。
同年1月23日、銚子電鉄は2006年11月24日の改善命令に対し、今後の取り組みを記した報告書を提出。その後、枕木などの交換を行い、4月17日に同対処と駅員への運転教育による安全管理体制確立を内容とする改善措置完了報告を提出した。ただし、同局は「今後も引き続き指導していく」とのコメントを発表している。
2008年5月26日、銚子電鉄サポーターズは支援の成果を上げたとして休止を発表。同会には2008年3月31日までに4698名から入会金として約1658万円、運営費のカンパなども合計すると約1882万円が集まった。同会はこれらの収入から安全対策基金として、2007年に970万円、2008年5月26日に540万円の計1510万円を寄贈、老朽化した踏切看板の交換費用として約100万円を支出したとしている。また、同会は電車や沿線の清掃活動や撮影会などのイベント開催なども行った。同会は今後も存続し、側面的な支援活動は継続するという。同月、ぬれ煎餅の通信販売も再開されている。

### 自主再建断念と公的資金投入
しかし、2011年3月11日に発生した東北地方太平洋沖地震（東日本大震災）、およびそれに伴う福島第一原子力発電所事故などによる風評被害を受け、観光客激減の煽りを受けた影響などから、車両や設備更新費用が捻出できないと判断。2012年12月に社長が小川文雄から、社外取締役になっていた竹本勝紀に交代した。
竹本によれば、ある一部上場企業の会長を務める銚子出身の資産家が、自らのポケットマネーで一般財団法人を銚子に創設し、1億5000万円の資金を用意して銚子電鉄を買い取る動きもあったという。当初、竹本はこの動きに同調する意向であったが、この資金は新たに設立する「新・銚子電鉄」のために使う資金であり、第二会社方式による再生スキームの実施を考えていたことが発覚。これがメインバンクの不興を買ったため、竹本は正攻法での再建を目指すことを決意したという。
2013年2月1日、銚子電鉄は経営の自主再建を断念することを発表し、施設管理と運行の上下分離を図るなどして経営刷新を進めることを検討していたが、2013年12月30日には当面10年間の車両・設備更新費用7億6000万円 のうち国が3分の1、千葉県・銚子市がそれぞれ6分の1を負担、残りを銚子電鉄の自助努力（金融機関からの融資、鉄道事業の運賃改定、食品事業の増収、人件費の削減）するスキームを決定し、関係機関が受け入れに合意したことで当面の廃線危機は回避された。この過程で、2013年に銚子電鉄運行維持対策協議会が組織され、鉄道の存廃を議論し、地域にとって必要という結論となった。
銚子市におけるモータリゼーションの進展やバスその他の公共交通の充実により地元利用者が僅かにとどまる中、竹本はマスメディアやインターネットユーザーに対する話題性を意識し、厳しい経営状況をアピールした自虐的な商品（まずい棒、サングラスを中心とした「お先真っ暗セット」など）をオンラインショップなどで販売し、ファンや面白がった人々に購入を哀訴し、同情させることで鉄道存続を図っている。また、オカルト・ダジャレ・パクリ企画の展開、車両内の風船デコレーション、テレビ企画による本銚子駅舎建て替え、観音駅での鯛焼き販売の移転、ネーミングライツ（髪毛黒生駅など）、タレントやゲームとのコラボなどを進めてきた。2020年には2000万円を投じた映画『電車を止めるな!』を公開した。その一方で、竹本によるメディア向け路線に対しては、「なんだか違和感」「迷走している」「本来の味わいがなくなってしまった」という否定的な意見も少なくない。また、「ローカル線らしい趣のある地名が安直なギャグフレーズに消されてしまうのは惜しい。本末転倒」とする意見もある。
公的助成・補助や、個人による食品購入による応援以外の支援の動きとして、新電力会社のLooopや銚子市などが設立した電力販売会社「銚子電力」が、電気料金の1 %分を銚子電鉄へ支払うプランを取り扱っている ほか、テルウェル東日本が2021年4月、銚子電鉄を支援する電柱広告「銚電柱」の受け付けを始めた。
2022年6月30日に2021年度決算が承認され、2015年度以来の6期ぶりに純利益21万円の黒字となった。

## 鉄道事業

路線図

### 路線
- 銚子電気鉄道線 銚子駅 - 外川駅 6.4km

### 車両
2024年3月現在、電車6両（2000形・3000形・22000形）と電気機関車1両（デキ3形）を保有する。

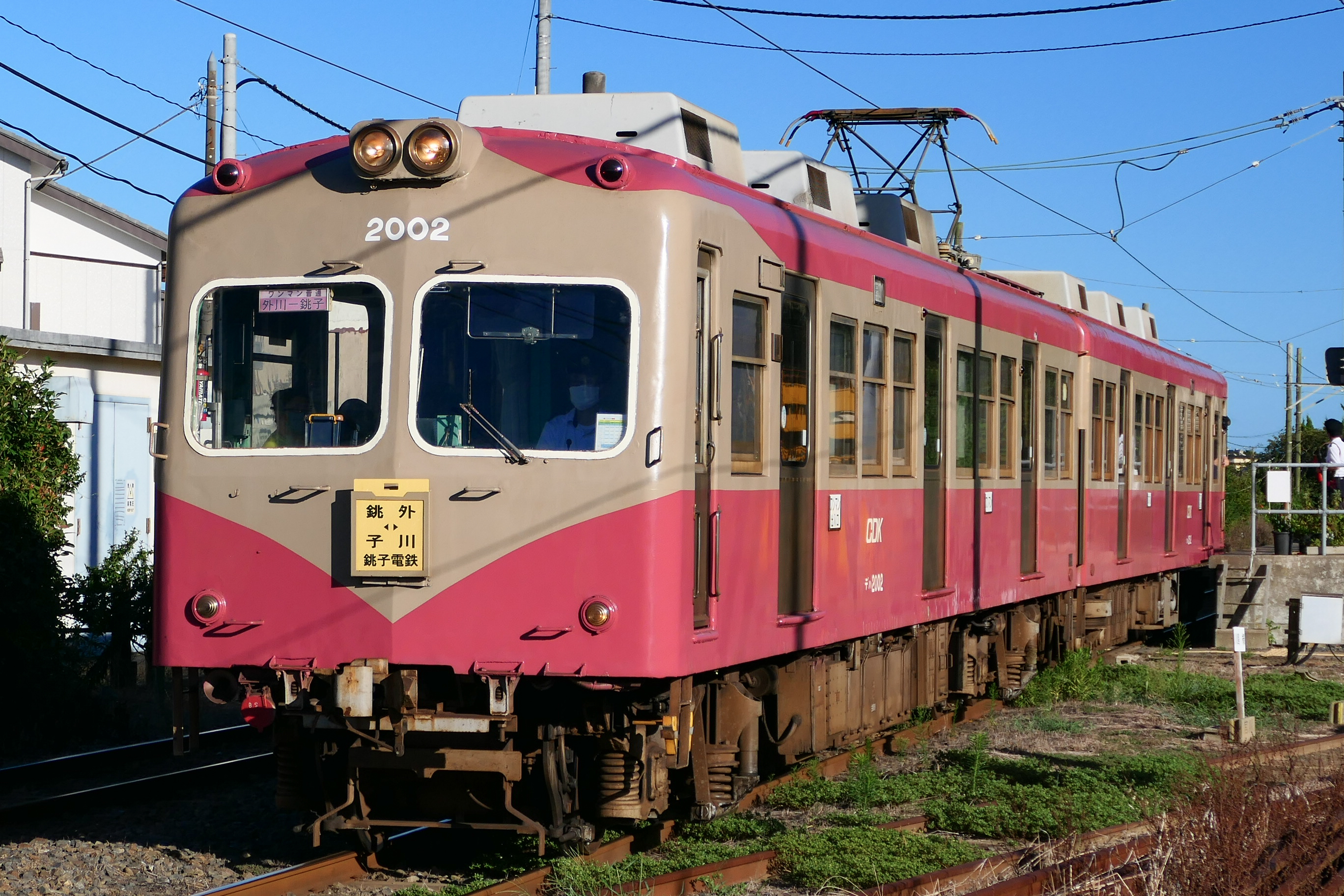
2000形
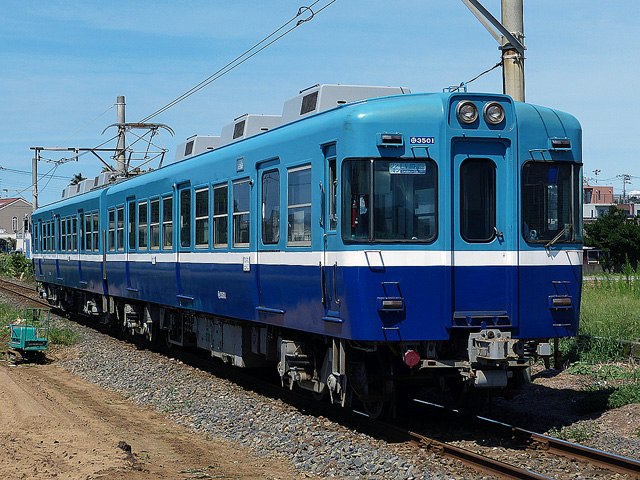
3000形
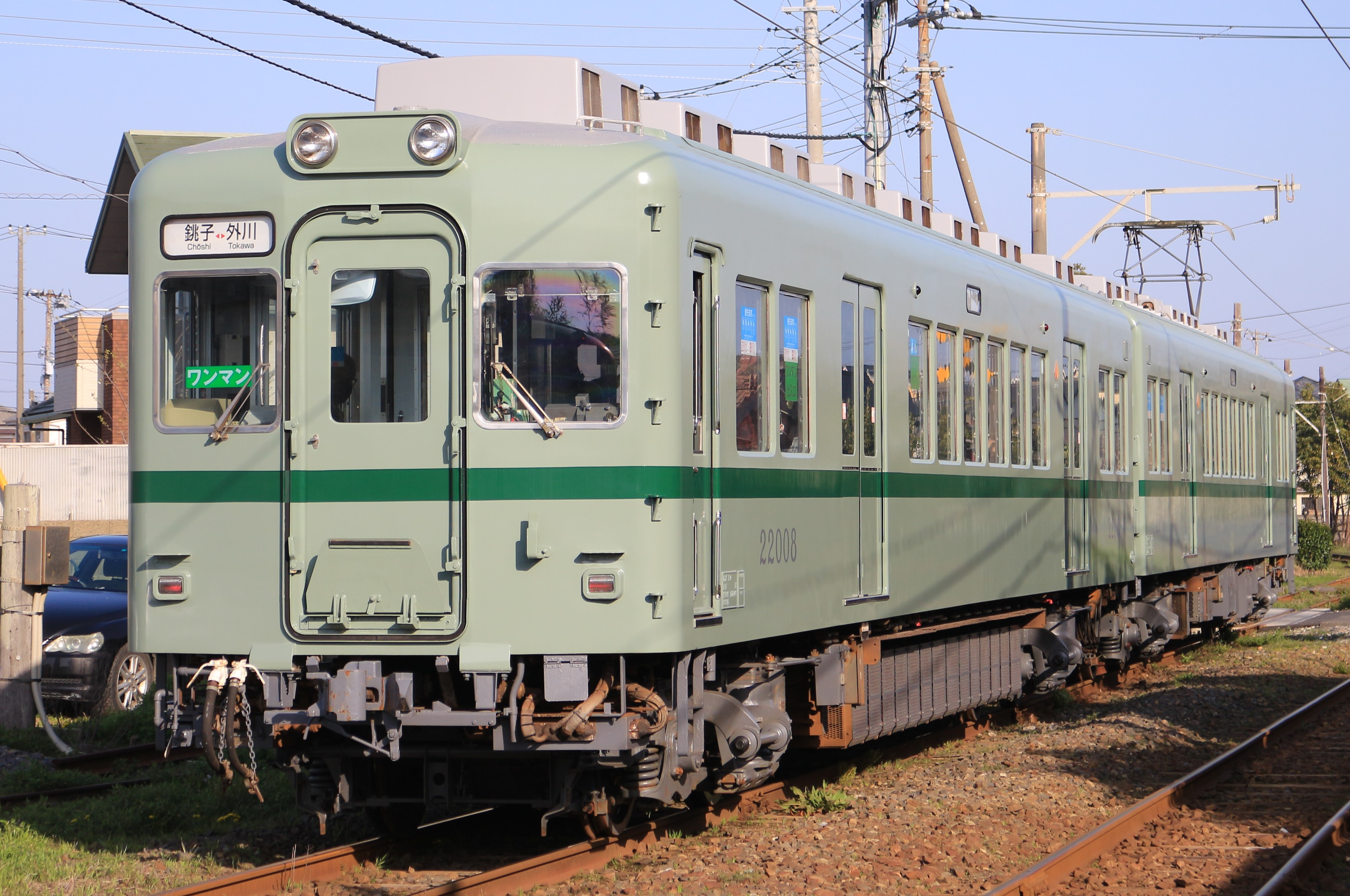
22000形
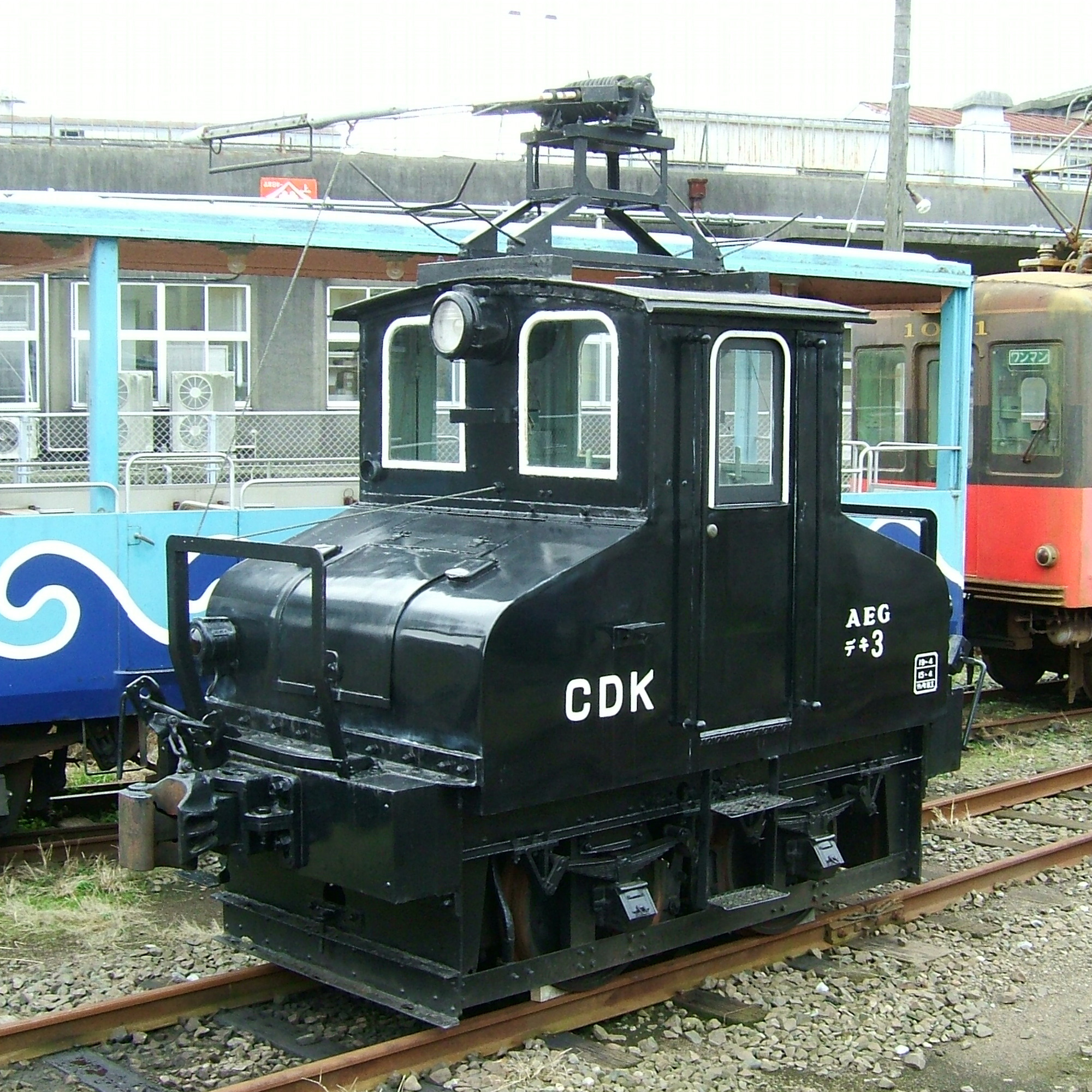
デキ3

### 企画乗車券

#### 「ゴーガッシャー号」記念切符
銚子電鉄を守るローカルヒーローとして登場した「銚電神ゴーガッシャー」 のアクションショーの一環として行われた、鳳神ヤツルギや銚電神ゴーガッシャーと一緒に臨時列車「ゴーガッシャー号」に乗車し、アクションショーが開催される犬吠駅まで行くという企画で、この列車に乗車するために必要となる、当日限定の記念切符である。主に犬吠駅の駅前広場でアクションショーが開催される日に発売された。

## 食品製造販売事業

### ぬれ煎餅
鉄道事業のほか、食品製造販売業、物品販売業を行っている。とりわけ食品では、たい焼き（観音駅から犬吠駅に移転）や銚子名産の醤油を使った「ぬれ煎餅」、揚げもち、佃煮などを製造、販売しており、事業収入の過半を占めている。
特にぬれ煎餅については、銚子駅や犬吠駅の売店、一部の高速道路のサービスエリア・パーキングエリアのほか、首都圏を中心としたデパート、JR東日本や京成電鉄、秩父鉄道等の駅売店、成田国際空港の空港売店ならびに寿司チェーン店「銚子丸」各店舗、千葉県北部や茨城県南部の一部道の駅や農産物直売所などでも販売されており、赤字に苦しむ会社の経営を支える大事な経営資源となっている。さらに、帝国データバンクにおける銚子電気鉄道の登録も、「米菓製造」となっており、主たる収入源が、ぬれ煎餅などに依存すると区分されている。
また、犬吠駅では製造過程を見せる直売が行われていて、一日乗車券「弧廻手形」についている引換券をぬれ煎餅1枚と交換することもできた（2018年11月に1000円以上購入で100円割引に変更）。
2014年（平成26年）にはぬれ煎餅の増産で収益増を図り、鉄道部門の設備投資費用を捻出する狙いで銚子市小浜町にぬれ煎餅工場が新設され、同年6月28日この工場事務所1階に直売店「ぬれ煎餅駅」が開業した。

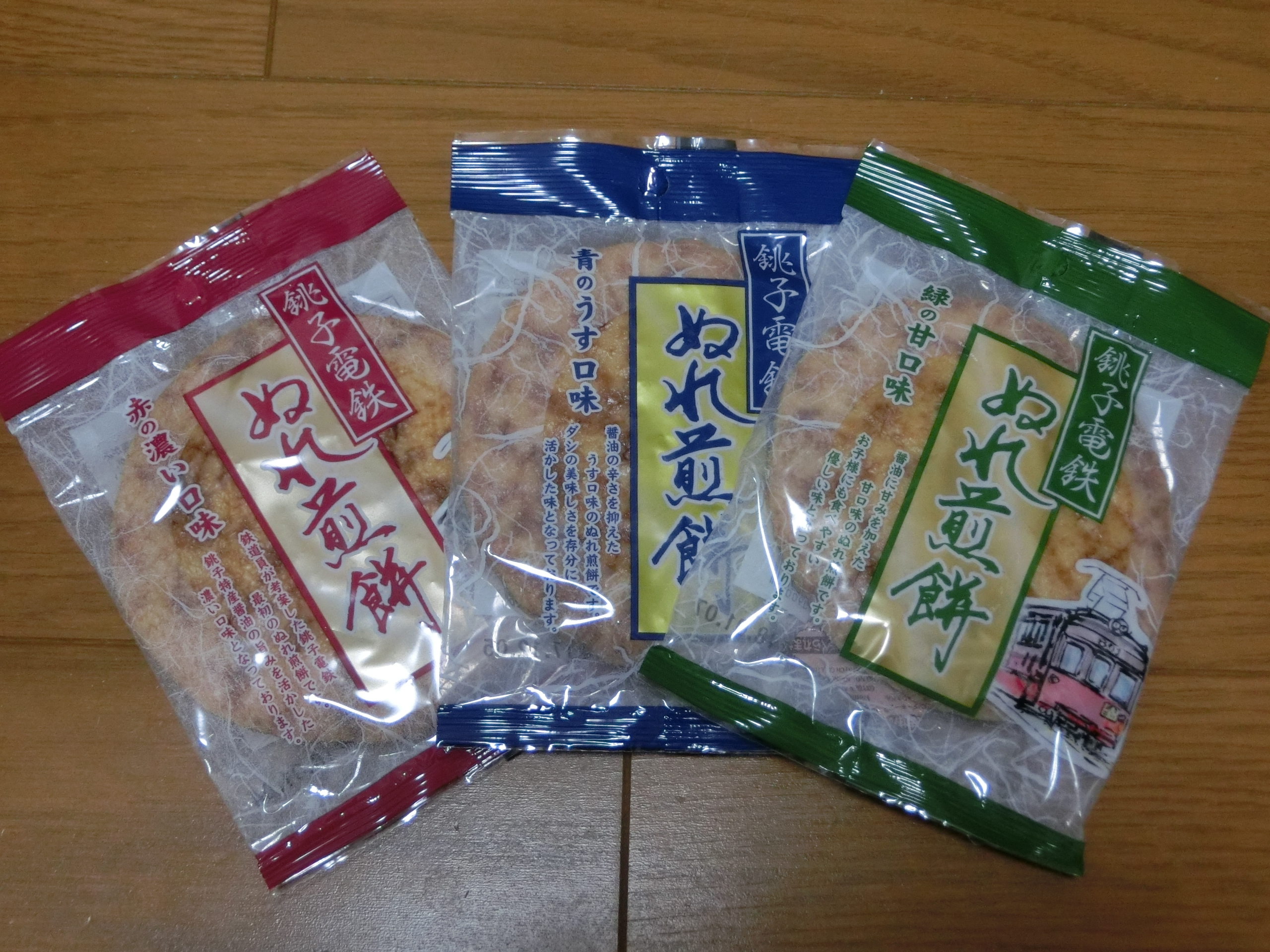
濡れ煎餅（2017年11月）
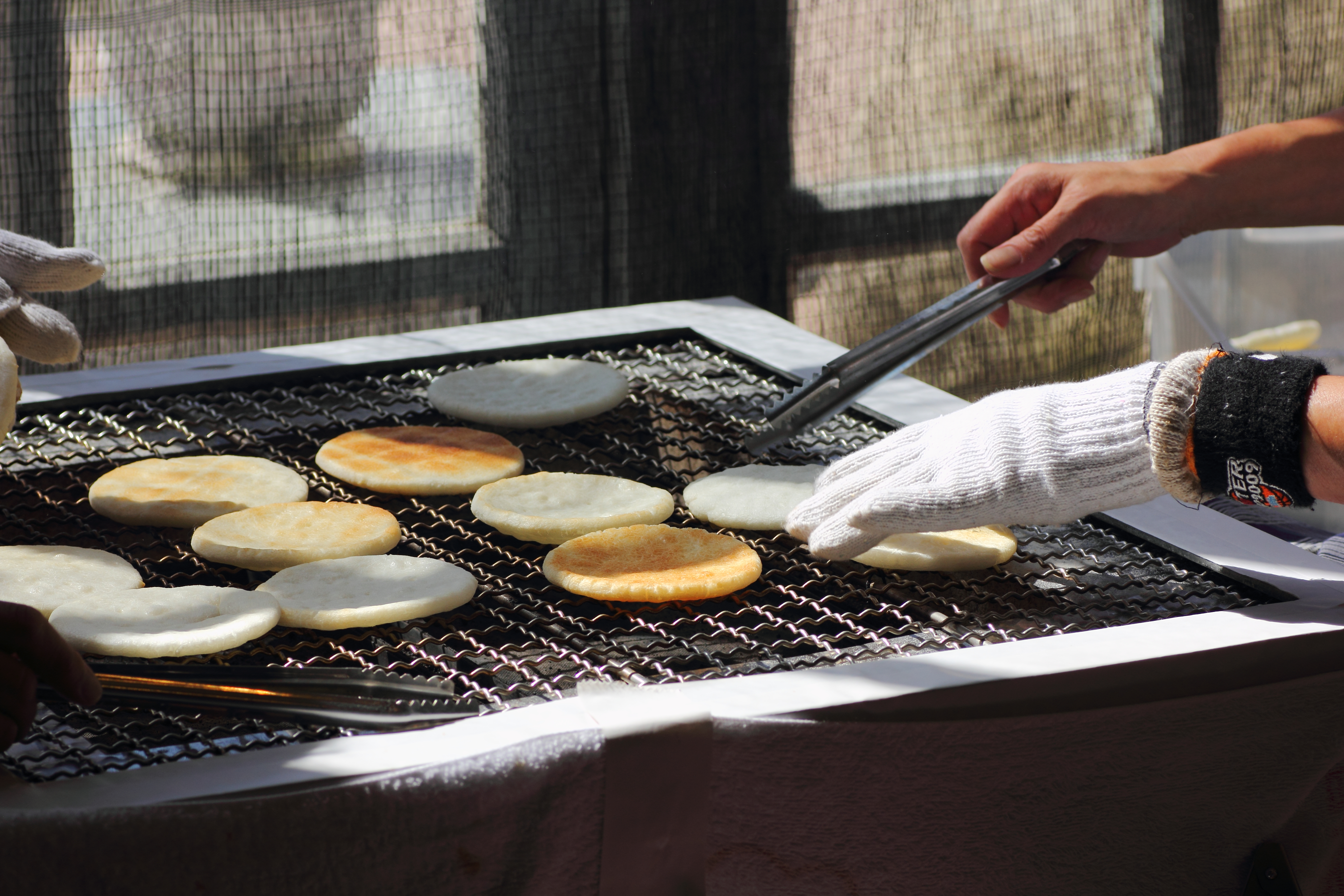
犬吠駅における濡れ煎餅の製造実演（2011年）
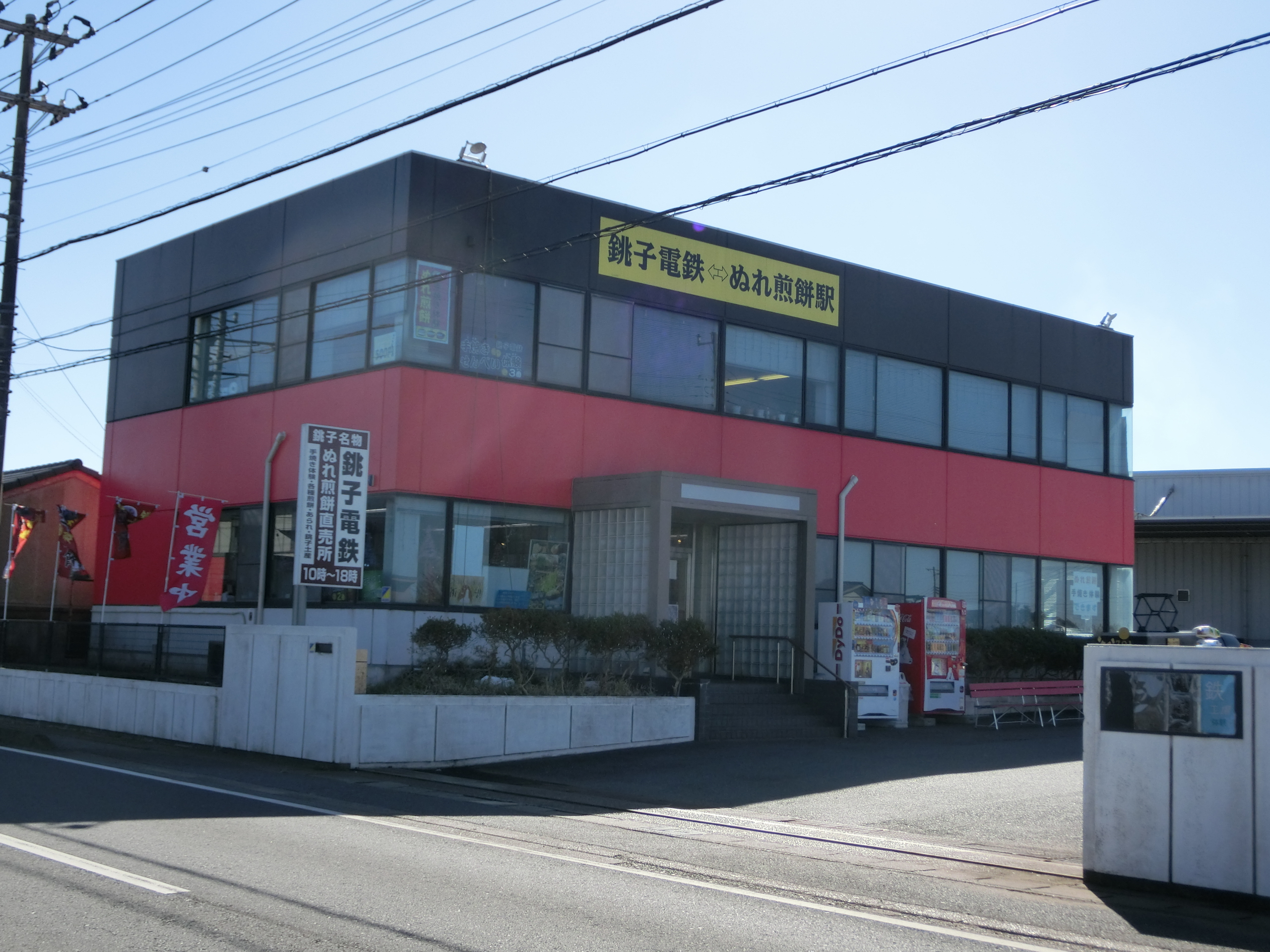
直売店「ぬれ煎餅駅」（2017年11月）

### まずい棒
収入の約7割を占める「ぬれ煎餅」も、人気が一段落して売れ行きが不振となり、車両の維持や線路の補修などの費用をぬれ煎餅の売り上げだけでは賄えなくなったことから、「ぬれ煎餅」に続く商品として、2018年8月3日にスナック菓子「まずい棒」の発売を開始した。「破産は嫌、嫌」の語呂合わせで「8月3日18時18分」に竹本勝紀社長の「まずい…もう1本！」の掛け声で犬吠駅にて売り出された。味はまずくなく「正直、おいしい」という。価格はスタンダードな「コーンポタージュ味」が10本入り378円（消費税込み）。
「お化け屋敷電車」の企画・演出を担当する怪談蒐集家の寺井広樹が考案し、ネーミングの由来は「経営状況がまずい」にちなんでいる。
パッケージのイラストはホラー漫画家の日野日出志による描き下ろしで、キャラクターの名前は「まずえもん（魔図衛門）」。「安銚18年9月31日生まれ。『まずい…』という言葉に反応して魔界からやって来る異星人で銚電ファン」という設定。
インターネット通販を含めて、販売開始から4年で400万本以上を売り上げ、本業の赤字削減に貢献した。

### ガリッガリ君
2020年に開発されたアイスキャンディーで、新型コロナウイルス感染症の感染拡大の影響で、この鉄道の「経営状況が痩せ細っている」ことを逆手に取って名付けられた。このアイスキャンディーも前述のまずい棒を考案した寺井広樹が考案した。開発したのはスイカ味でパッケージにはアイスの棒を主食とし、常に栄養不足になっている痩せこけた吸血鬼のような姿をした「金欠鬼」がアイスを持ちながら「経営状況がガリッガリ…」と呟いているイラストが描かれている。商品として売らず、同年8月8日から犬吠駅の売店で三千円以上購入した来訪者に600本限定でプレゼントする予定であったが、「諸般の事情」を理由に配布は取り止めとなった。

## テレビ番組
- 日経スペシャル カンブリア宮殿 絶対に諦めない鉄道会社 なんでもありのサバイバル経営術（2020年6月11日、テレビ東京）- 銚子電気鉄道 社長 竹本勝紀が出演[69]。

## 関連書籍
- 『岬へ行く電車 銚子電気鉄道77年のあゆみ』（著者:白土貞夫）（2001年6月17日、東京文献センター）ISBN 9784925187213
- 『鉄子の旅 銚子電鉄応援BOX』（著者:菊地直恵）（2007年12月15日、小学館）ISBN 9784099415051
- 『がんばれ!銚子電鉄 ローカル鉄道とまちづくり』（著者:向後功作）（2008年2月4日、日経BP社）ISBN 978-4822246402
著者は本鉄道の社員。2006年（平成18年）、「ぬれせんべい」販売で修理費用を調達した際の、社員の目から見た本鉄道再生の記録。
- 『フレンチブルドッグぶるるんの銚子電鉄一匹旅！』（文:北野愛麗、写真:田中流）（2009年3月18日、イースト・プレス）ISBN 9784781601052
- 『トモシビ 銚子電鉄の小さな奇蹟』（著者:吉野翠）（2015年3月1日、TOブックス TO文庫）ISBN 9784864723589
筆者は関東最東端を走るローカル線の銚子電鉄に魅せられ、イベントサポーターとして活動中。2017年5月に映画化される[70]。
- 『崖っぷち銚子電鉄 なんでもありの生存戦略』（著者:竹本勝紀 寺井広樹）（2019年5月1日、イカロス出版）ISBN 978-4802206907
銚子電鉄社長と「まずい棒」考案者の共著書。銚子電鉄の現状と取り組み、「まずい棒」の誕生秘話や映画制作の舞台裏を明かす。
- 『廃線寸前！銚子電鉄 "超極貧"赤字鉄道の底力』（著者:寺井広樹）（2021年4月15日、交通新聞社）ISBN 978-4-330-01821-8
経営を改善すべく突飛なアイデアやイベントを仕掛けてきた銚子電鉄の「絶対にあきらめない」姿勢とチャレンジの数々を紹介。

## DVD
- 『あなたの街のローカル鉄道 銚子電気鉄道』（2004年5月20日、テック・コミュニケーションズ TEC2014）
- 『ドラマ 鉄道むすめ ～Girls be ambitious！～銚子電鉄・駅務係 外川つくし starring 外岡えりか』（2009年2月4日、ポニーキャニオン PCBG11004）- 実在する制服を再現したコレクション・フィギュアをモチーフにした鉄道ドラマ
- 『銚子電鉄・大井川鐡道・箱根登山鉄道編』（2010年11月30日、ラッツパック・レコード TOK1）
- 『ザ・ラストラン 銚子電鉄デハ701・702・801』（2011年2月25日、ラッツパック・レコード VKL12）
- 『昭和ロマン 宮沢賢治の鉄道紀行 旧列車で行こう 銚子電鉄編』（2013年10月14日、リバプール LPJD6001）
- 『中井精也のてつたび 千葉 銚子電鉄線』（2015年1月16日、NHKエンタープライズ NSDS20445AA）
- 『ザ・ラストラン 銚子電鉄デハ1001・1002【前面展望収録】』（2016年7月22日、ラッツパック・レコード VKL64）
- 『トモシビ 銚子電鉄6.4kmの軌跡』（2018年2月2日、クリーク・アンド・リバー社 CRBM10002）